# Patrik Rosengren
Patrik Rosengren, også kaldet Bagarn (dansk: Bageren) (født 25. juli 1971 i Sölvesborg, Sverige) er en svensk fodboldspiller, der spiller hos Mjällby IF. Tidligere har han spillet mange år hos Kalmar FF.